# Lijst van wijnstreken in Turkije

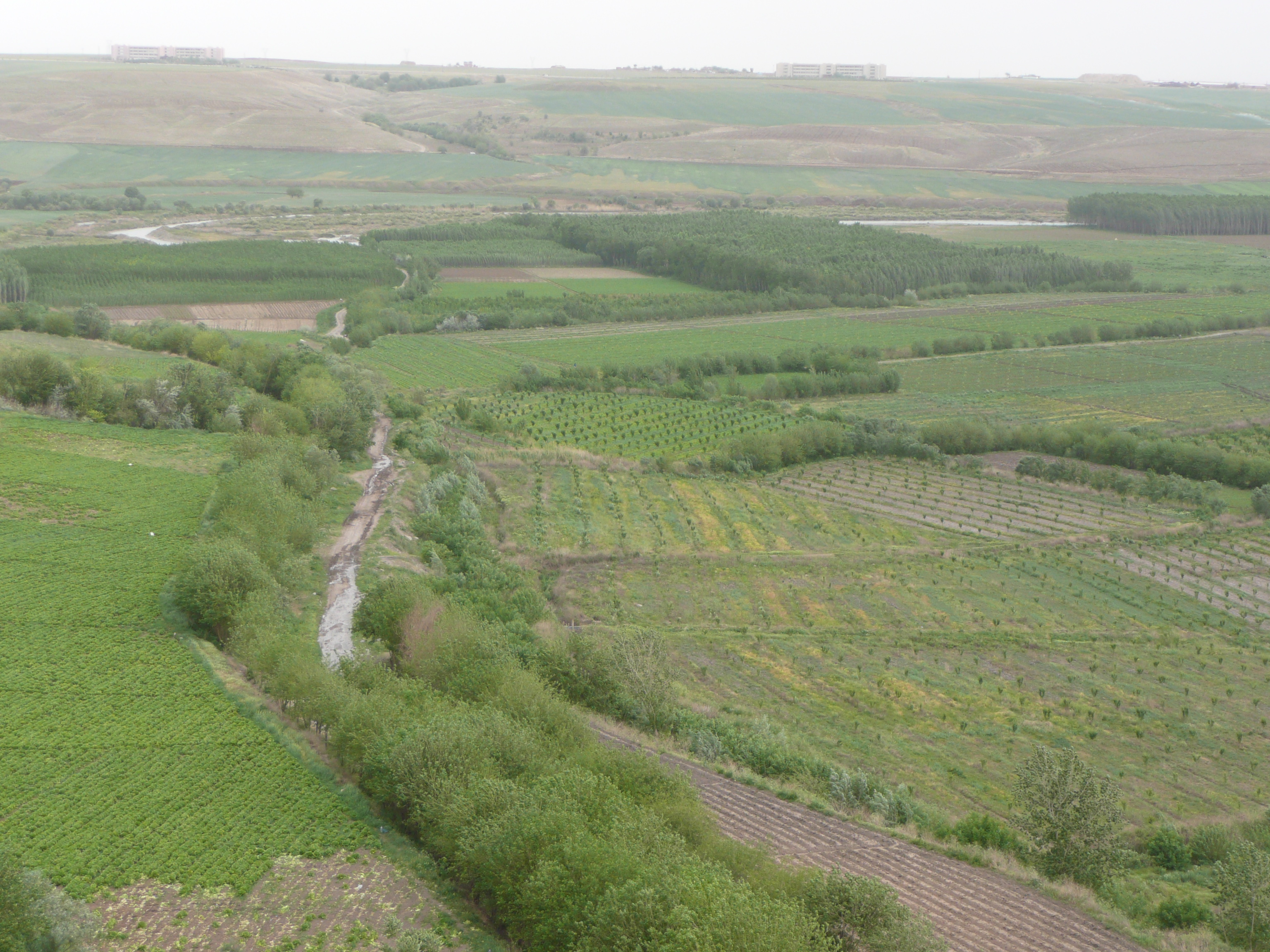
Wijnbouw bij Diarbakir

In Turkije treft men de volgende wijnstreken aan.

## De voornaamste wijnregio's van Turkije
- Marmara en Thracië regio
- Egeïsche regio (Onder meer Denizli en İzmir)
- Regio van centraal Anatolië (Voornamelijk de regio van Ankara)

## Verdere wijnregio's
- Cappadocië regio rond Nevsehir, Urgup, Kayseri
- Zwarte Zee regio (voornamelijk de kustregio)
- Regio van Oost-Anatolië
- Regio van Zuidoost-Anatolië (Onder meer Gaziantep en Şanlıurfa)
- Middellandse Zeeregio